# Katastrofa lotu Meridian 3032
Katastrofa lotu Meridian 3032 – wypadek lotniczy, który wydarzył się 16 lipca 2022 roku. Samolot An-12BK rozbił się w pobliżu miasta Kawali w Grecji podczas próby awaryjnego lądowania na porcie lotniczym Kawala.

## Samolot
Samolot biorący udział w wypadku wykonał swój pierwszy lot w 1971 roku. W styczniu 2022 roku został przejęty przez linię Meridian i zarejestrowany jako UR-CIC.

## Załoga i ładunek
W katastrofie zginęło ośmiu członków załogi, wszyscy byli obywatelami Ukrainy.
Według serbskiego ministra obrony, Nebojša Stefanovicia, samolot przewoził 11,5 tony serbskiej broni i amunicji, w tym pocisków moździerzowych.

## Katastrofa
Samolot wystartował z Niszu w Serbii i leciał do Dhaki w Bangladeszu, z międzylądowaniami w Jordanii, Arabii Saudyjskiej i Indiach.
Relacje świadków i wideo pokazały, że samolot już płonął, zanim się rozbił.
Wybuchy były słyszane nawet przez dwie godziny po katastrofie. Do zbadania wraku użyto dronów.